# 6.ª etapa do Giro d'Italia de 2023
A 6.ª etapa do Giro d'Italia de 2023 teve lugar a 11 de maio de 2023 com início e final na cidade de Nápoles sobre um percurso de 162 km. Esta foi vencida pelo dinamarquês Mads Pedersen da equipa Trek-Segafredo, enquanto o norueguês Andreas Leknessund conseguiu manter a liderança.

## Classificação da etapa
| Nápoles - Nápoles | etapa escarpada | (162 km) |

| \| Classificação por etapas \| Classificação por etapas \| Classificação por etapas \| Classificação por etapas \| Classificação por etapas \| \| Ciclista \| Ciclista \| Equipe \| Tempo \| \| \| ------------------------ \| ------------------------ \| ------------------------ \| ------------------------ \| ------------------------ \| \| 1. \| Mads Pedersen \| Trek-Segafredo \| 3h44m45s \| \| \| 2. \| Jonathan Milan \| Bahrain Victorious \| + 0s \| \| \| 3. \| Pascal Ackermann \| UAE Team Emirates \| + 0s \| \| \| 4. \| Kaden Groves \| Alpecin-Deceuninck \| + 0s \| \| \| 5. \| Fernando Gaviria \| Movistar Team \| + 0s \| \| \| 6. \| Michael Matthews \| Team Jayco AlUla \| + 0s \| \| \| 7. \| Vincenzo Albanese \| Eolo-Kometa \| + 0s \| \| \| 8. \| Marius Mayrhofer \| Team DSM \| + 0s \| \| \| 9. \| Lorenzo Rota \| Intermarché-Circus-Wanty \| + 0s \| \| \| 10. \| Simone Velasco \| Astana Qazaqstan Team \| + 0s \| \| |                   |                          |          |
| |                   |                          |          |
| Fonte: ProCyclingStats |                   |                          |          |
| Classificação por etapas |                   |                          |          |
| Ciclista | Ciclista          | Equipe                   | Tempo    |
| 1. | Mads Pedersen     | Trek-Segafredo           | 3h44m45s |
| 2. | Jonathan Milan    | Bahrain Victorious       | + 0s     |
| 3. | Pascal Ackermann  | UAE Team Emirates        | + 0s     |
| 4. | Kaden Groves      | Alpecin-Deceuninck       | + 0s     |
| 5. | Fernando Gaviria  | Movistar Team            | + 0s     |
| 6. | Michael Matthews  | Team Jayco AlUla         | + 0s     |
| 7. | Vincenzo Albanese | Eolo-Kometa              | + 0s     |
| 8. | Marius Mayrhofer  | Team DSM                 | + 0s     |
| 9. | Lorenzo Rota      | Intermarché-Circus-Wanty | + 0s     |
| 10. | Simone Velasco    | Astana Qazaqstan Team    | + 0s     |

## Classificações ao final da etapa

### Classificação geral(Maglia Rosa)
| \| Classificação geral \| Classificação geral \| Classificação geral \| Classificação geral \| Classificação geral \| \| Ciclista \| Ciclista \| Equipe \| Tempo \| \| \| ------------------- \| ---------------------- \| ------------------- \| ------------------- \| ------------------- \| \| 1. \| Andreas Leknessund \| Team DSM \| 22h50m48s \| \| \| 2. \| Remco Evenepoel \| Soudal Quick-Step \| + 28s \| \| \| 3. \| Aurélien Paret-Peintre \| AG2R Citroën Team \| + 30s \| \| \| 4. \| João Almeida \| UAE Team Emirates \| + 1m00s \| \| \| 5. \| Primož Roglič \| Jumbo-Visma \| + 1m12s \| \| \| 6. \| Geraint Thomas \| Ineos Grenadiers \| + 1m26s \| \| \| 7. \| Aleksandr Vlasov \| Bora-Hansgrohe \| + 1m26s \| \| \| 8. \| Toms Skujiņš \| Trek-Segafredo \| + 1m29s \| \| \| 9. \| Tao Geoghegan Hart \| Ineos Grenadiers \| + 1m30s \| \| \| 10. \| Vincenzo Albanese \| Eolo-Kometa \| + 1m39s \| \| |                        |                   |           |
| |                        |                   |           |
| Fonte: ProCyclingStats |                        |                   |           |
| Classificação geral |                        |                   |           |
| Ciclista | Ciclista               | Equipe            | Tempo     |
| 1. | Andreas Leknessund     | Team DSM          | 22h50m48s |
| 2. | Remco Evenepoel        | Soudal Quick-Step | + 28s     |
| 3. | Aurélien Paret-Peintre | AG2R Citroën Team | + 30s     |
| 4. | João Almeida           | UAE Team Emirates | + 1m00s   |
| 5. | Primož Roglič          | Jumbo-Visma       | + 1m12s   |
| 6. | Geraint Thomas         | Ineos Grenadiers  | + 1m26s   |
| 7. | Aleksandr Vlasov       | Bora-Hansgrohe    | + 1m26s   |
| 8. | Toms Skujiņš           | Trek-Segafredo    | + 1m29s   |
| 9. | Tao Geoghegan Hart     | Ineos Grenadiers  | + 1m30s   |
| 10. | Vincenzo Albanese      | Eolo-Kometa       | + 1m39s   |

### Classificação por pontos(Maglia Ciclamino)
| Classificação por pontos | Classificação por pontos | Classificação por pontos   | Classificação por pontos | Classificação por pontos |
| Ciclista                 | Ciclista                 | Equipe                     | Pontos                   |                          |
| ------------------------ | ------------------------ | -------------------------- | ------------------------ | ------------------------ |
| 1.                       | Jonathan Milan           | Bahrain Victorious         | 110 pts                  |                          |
| 2.                       | Kaden Groves             | Alpecin-Deceuninck         | 99 pts                   |                          |
| 3.                       | Mads Pedersen            | Trek-Segafredo             | 83 pts                   |                          |
| 4.                       | Michael Matthews         | Team Jayco AlUla           | 54 pts                   |                          |
| 5.                       | David Dekker             | Arkéa-Samsic               | 40 pts                   |                          |
| 6.                       | Aurélien Paret-Peintre   | AG2R Citroën Team          | 33 pts                   |                          |
| 7.                       | Vincenzo Albanese        | Eolo-Kometa                | 32 pts                   |                          |
| 8.                       | Stefano Gandin           | Team Corratec-Selle Italia | 24 pts                   |                          |
| 9.                       | Pascal Ackermann         | UAE Team Emirates          | 24 pts                   |                          |
| 10.                      | Arne Marit               | Intermarché-Circus-Wanty   | 23 pts                   |                          |

### Classificação da montanha(Maglia Azzurra)
| Classificação da montanha | Classificação da montanha | Classificação da montanha          | Classificação da montanha | Classificação da montanha |
| Ciclista                  | Ciclista                  | Equipe                             | Pontos                    |                           |
| ------------------------- | ------------------------- | ---------------------------------- | ------------------------- | ------------------------- |
| 1.                        | Thibaut Pinot             | Groupama-FDJ                       | 40 pts                    |                           |
| 2.                        | Amanuel Gebrezgabihier    | Trek-Segafredo                     | 26 pts                    |                           |
| 3.                        | Aurélien Paret-Peintre    | AG2R Citroën Team                  | 22 pts                    |                           |
| 4.                        | Francesco Gavazzi         | Eolo-Kometa                        | 18 pts                    |                           |
| 5.                        | Alessandro De Marchi      | Team Jayco AlUla                   | 15 pts                    |                           |
| 6.                        | Samuele Zoccarato         | Green Project-Bardiani CSF-Faizanè | 13 pts                    |                           |
| 7.                        | Santiago Buitrago         | Bahrain Victorious                 | 12 pts                    |                           |
| 8.                        | Simon Clarke              | Israel-Premier Tech                | 12 pts                    |                           |
| 9.                        | Andreas Leknessund        | Team DSM                           | 10 pts                    |                           |
| 10.                       | Toms Skujiņš              | Trek-Segafredo                     | 10 pts                    |                           |

### Classificação dos jovens(Maglia Bianca)
| Classificação dos jovens | Classificação dos jovens | Classificação dos jovens | Classificação dos jovens | Classificação dos jovens |
| Ciclista                 | Ciclista                 | Equipe                   | Tempo                    |                          |
| ------------------------ | ------------------------ | ------------------------ | ------------------------ | ------------------------ |
| 1.                       | Andreas Leknessund       | Team DSM                 | 22h50m48s                |                          |
| 2.                       | Remco Evenepoel          | Soudal Quick-Step        | + 28s                    |                          |
| 3.                       | João Almeida             | UAE Team Emirates        | + 1m00s                  |                          |
| 4.                       | Thymen Arensman          | Ineos Grenadiers         | + 2m32s                  |                          |
| 5.                       | Santiago Buitrago        | Bahrain Victorious       | + 2m52s                  |                          |
| 6.                       | Einer Rubio              | Movistar Team            | + 3m35s                  |                          |
| 7.                       | Laurens Huys             | Intermarché-Circus-Wanty | + 6m08s                  |                          |
| 8.                       | Alexander Cepeda         | EF Education-EasyPost    | + 6m27s                  |                          |
| 9.                       | Ilan Van Wilder          | Soudal Quick-Step        | + 6m47s                  |                          |
| 10.                      | Lars van den Berg        | Groupama-FDJ             | + 7m52s                  |                          |

### Classificação por equipas"Super team"
| Classificação por equipes | Classificação por equipes | Classificação por equipes | Classificação por equipes |
| Equipe                    | Equipe                    | Tempo                     |                           |
| ------------------------- | ------------------------- | ------------------------- | ------------------------- |
| 1.                        | Ineos Grenadiers          | 68h36m13s                 |                           |
| 2.                        | Jumbo-Visma               | + 1m49s                   |                           |
| 3.                        | Bahrain Victorious        | + 2m15s                   |                           |
| 4.                        | Bora-Hansgrohe            | + 3m22s                   |                           |
| 5.                        | UAE Team Emirates         | + 3m23s                   |                           |
| 6.                        | Trek-Segafredo            | + 4m15s                   |                           |
| 7.                        | EF Education-EasyPost     | + 4m55s                   |                           |
| 8.                        | Soudal Quick-Step         | + 7m01s                   |                           |
| 9.                        | Israel-Premier Tech       | + 11m38s                  |                           |
| 10.                       | Groupama-FDJ              | + 12m00s                  |                           |

## Abandonos
- Clément Russo (Arkéa Samsic) não tomou a saída.